# 臨港公園

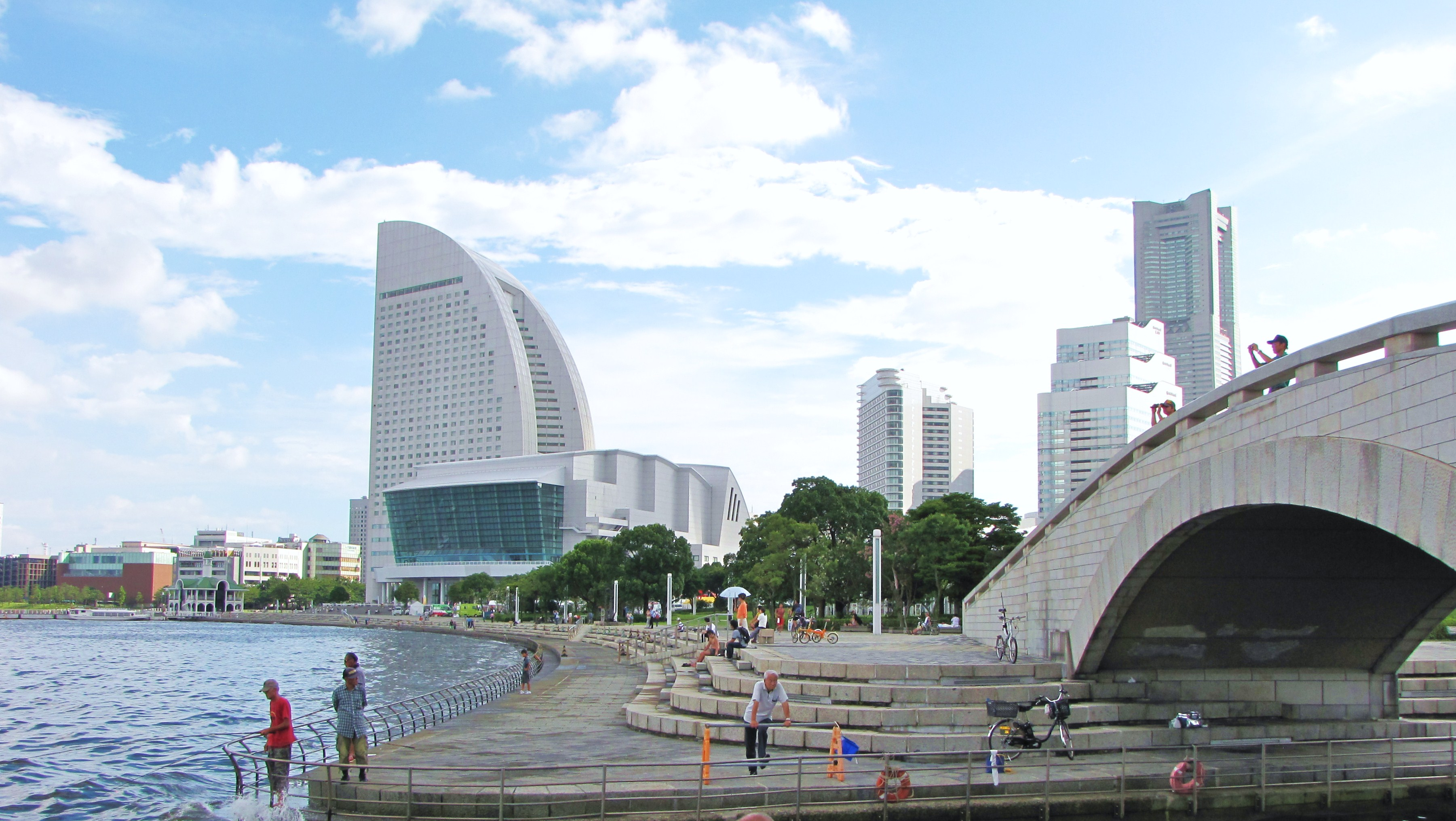

臨港公園（日语：臨港パーク、りんこうパーク）是位於日本神奈川縣橫濱市西區港未來一丁目的公園。這座公園也是港未來地區面積最大的公園，有眾多電影在這裡拍攝。

## 外部連結
- パシフィコ横浜：屋外エリア（臨港パーク・国際交流ゾーン・ぷかりさん橋） （页面存档备份，存于）
- 臨港パーク（神奈川観光情報サイト「観光かながわNOW」）
- 臨港パーク （页面存档备份，存于）（横浜みなとみらい21公式ウェブサイト）